# 连云港港
连云港港位于黄海西部的海州湾，是中国江苏省连云港市的大型海港，也是第二亚欧大陆桥的东桥头堡。

## 历史
1925年，陇海铁路通车至海州。1932年底，当地启动海港建设。社会各方和陇海铁路的管理者——陇海路局希望新建城市，促进海港和当地发展。为此，江蘇省政府在1935年开始筹建連雲市:26。
1933年，海港建成，因位于港池两侧的天然屏障连岛和云台山而得名，初名连云港。1934年陇海铁路展筑延伸至此，同年港口开埠，作为陇海铁路的出海口。
1963年，新海连市更名为连云港市，因此港口更名为连云港港。
2019年8月26日，成为中国（江苏）自由贸易试验区的一部分。
2022年9月17日，连云港港30万吨级深水航道开通。江苏首条30万吨级深水航道开通

## 港区
连云港港主港区由马腰港区、庙岭港区、墟沟港区、旗台港区组成，现正在主港区的南北两翼新建灌河港区、徐圩港区和赣榆港区。